# Future Library project
O Future Library project (Norueguês: Framtidsbiblioteket) é um trabalho artístico público que visa coletar trabalhos originais de escritores populares todo ano de 2014 até 2114 e apenas então compartilhá-los com o mundo. Mil árvores foram especialmente plantadas para o projeto na floresta de Nordmarka em seu começo; os 100 livros serão então impressos em antologias de edição limitada usando papel feito a partir das árvores. The Guardian se referiu a esse projeto como sendo "a biblioteca mais secreta do mundo".

## História
O projeto foi concebido por Katie Paterson. É gerenciado pela Future Library Trust e apoiado pela Cidade de Oslo, Noruega. Foi produzido para o programa de arte pública Slow Space e encomendado por Bjørvika, antigo porto de contêiners de Oslo, e sua corporação de desenvolvimento.
Os manuscritos serão guardados numa sala especialmente projetada na nova Biblioteca Deichman (Biblioteca Pública de Oslo) atualmente sob construção em Bjørvika, Oslo. Katie Paterson tem trabalhado com a equipe de arquitetura para projetar essa parte da nova biblioteca pública. Os trabalhos coletados estarão em exposição, mas os manuscritos não estarão disponíveis para leitura.
O comitê da Future Library Trust fará uma nova seleção anualmente, baseada no critério "contribuições excepcionais para a literatura ou poesia, e para a habilidade do trabalho de capturar a imaginação dessa e das futuras gerações." Umberto Eco e Tomas Tranströmer, ambos falecidos em 2016, foram previamente considerados como contribuidores em potencial. Todos os outros autores aproximados por Paterson aceitaram o convite.
Mil certificados dando direito ao titular para a antologia completa em 2114 estão sendo vendidos pelas galerias dos artistas: Ingleby Gallery (Eginburgo), James Cohan Gallery (Nova Iorque) e Parafin (Londres). Inicialmente vendidos por £625, o preço aumentou para £800 em 2017.

## Criticismo
O projeto da Future Library tem atraído criticas por sua ênfase em prevenir leitura entre 2014 e 2114. Um dos poucos detalhes conhecidos sobre os livros foram revelados por acidente quando David Mitchell declarou que seu livro cita as letras de Here Comes The Sun, uma música esperada para entrar em domínio público no fim do século XXI. Escrevendo para Flavorwire, Moze Halperin chamou o projeto de "arte cuja intenção é excluir algumas gerações" e criticou a classe exclusivamente planejada para os textos mesmo depois deles serem lançados.

## Contribuidores
A identidade de cada autor contribuinte é anunciada anualmente por volta de Outubro; eles então enviam seus manuscritos para a coleção na primavera seguinte. Atuais contribuidores para a coleção são:
- 2014 – Margaret Atwood, "Scribbler Moon", enviado em 27 de Maio de 2015.[13][14]
- 2015 – David Mitchell, "From Me Flows What You Call Time", enviado em 28 de Maio de 2016.[15]
- 2016 – Sjón, "As My Brow Brushes On The Tunics Of Angels or The Drop Tower, the Roller Coaster, the Whirling Cups and other Instruments of Worship from the Post-Industrial Age", enviado em 2 de Junho de 2017.[16][17]
- 2017 – Elif Shafak,[18] "The Last Taboo", enviado em 2 de Junho de 2018.[19]
- 2018 – Han Kang[2]

- Este artigo foi inicialmente traduzido, total ou parcialmente, do artigo da Wikipédia em inglês cujo título é «Future Library project».